# Rainer Sachs
Pour les articles homonymes, voir Sachs.
Rainer Kurt Sachs, né le 13 juin 1932 et mort le 16 avril 2024, est un biologiste et astronome germano-américain spécialiste du calcul des radiations. En particulier, il est coauteur avec Arthur Wolfe de l'effet Sachs-Wolfe, une propriété du rayonnement du fond diffus cosmologique.

## Biographie et carrière
Il est né en Allemagne, en 1932, d'un père juif, le métallurgiste George Sachs. En 1937, sa famille quitta l'Allemagne pour fuir les persécutions nazies, et s'installa aux États-Unis, aussi Rainer Sachs est-il généralement considéré comme un scientifique américain. Il a obtenu son diplôme de Bachelor en mathématiques au MIT et son doctorat en physique théorique à l'université de Syracuse.
De 1969 à 1993, il a été professeur de maths et physique à l'université de Californie à Berkeley (UCB), et en est depuis 1993 professeur émérite. En 1994, il fut nommé professeur de recherches en mathématiques. Depuis 2005, il est professeur adjoint à la Tufts medical school.
Jusqu'à 1985, il a travaillé sur la cosmologie et l'astrophysique de la relativité générale. Il a également coécrit les livres General Relativity for Mathematicians et General Relativity and Cosmology. Sa contribution comprend un travail conjoint sur l'effet Sachs-Wolfe et le théorème d'Ehlers-Geren-Sachs, tous les deux en relation avec le rayonnement du fond diffus cosmologique. À partir de 1985, il a travaillé sur la mathématique et informatique en biologie, spécialement la biologie des rayonnements. Son travail sur la radiobiologie a intégré des recherches sur les radiations et le cancer.